# Audi AG
Az Audi AG német autógyártó vállalat székhelye a németországi Ingolstadtban található. 1964 óta 99,7%-ban a Volkswagen AG leányvállalata. Gépjárműveit a felső-közép, illetve a felső kategóriába pozicionálja. A cég egyik fontos jármű-, és motorgyára található Győrben, az Audi Hungaria Zrt. 

## Története
Az Audi története az egyik legsokszínűbb az autóipar történelmében. Négy márka, az Audi, a DKW, a Horch és a Wanderer összeolvadásából jött létre 1932-ben, hogy megalapítsa az Auto Union AG márkát, amelynek emblémájául a négy karikát választották. Ez a négy karika a négy márkát szimbolizálja, bár a DKW autógyárnak is ugyanez volt a márkajelzése, így ez nagyban megkönnyítette a cég munkáját az emblémaválasztásban.
Az Audi AG az Audi NSU Auto Union AG-ből alakult 1985-ben. Az Auto Union GmbH és az NSU GmbH tradicionális márkákkal együtt az Audi Tradition készíti és bemutatja az Audi tartalmas és szerteágazó történelmét.

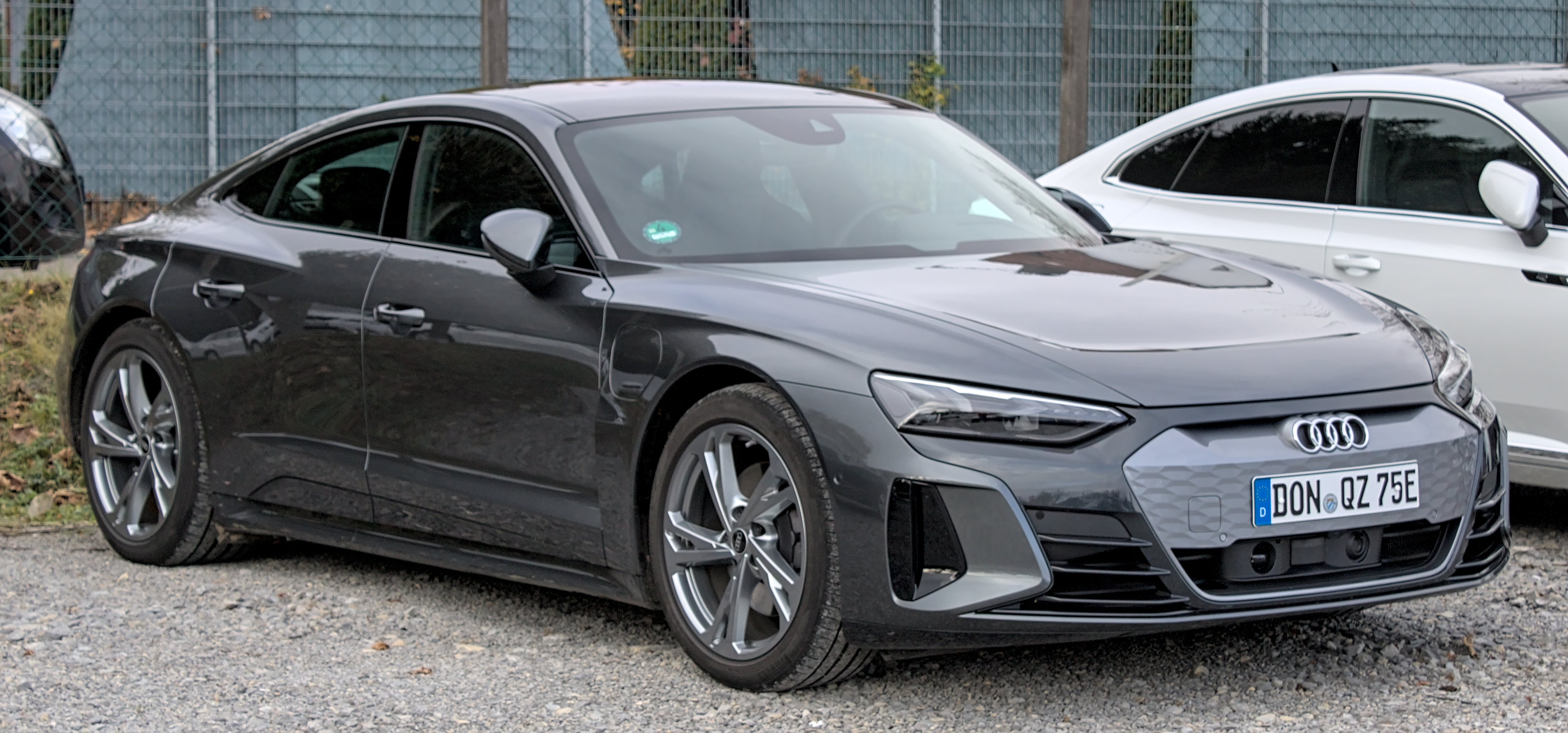
Az elektromos meghajtású Audi e-tron GT

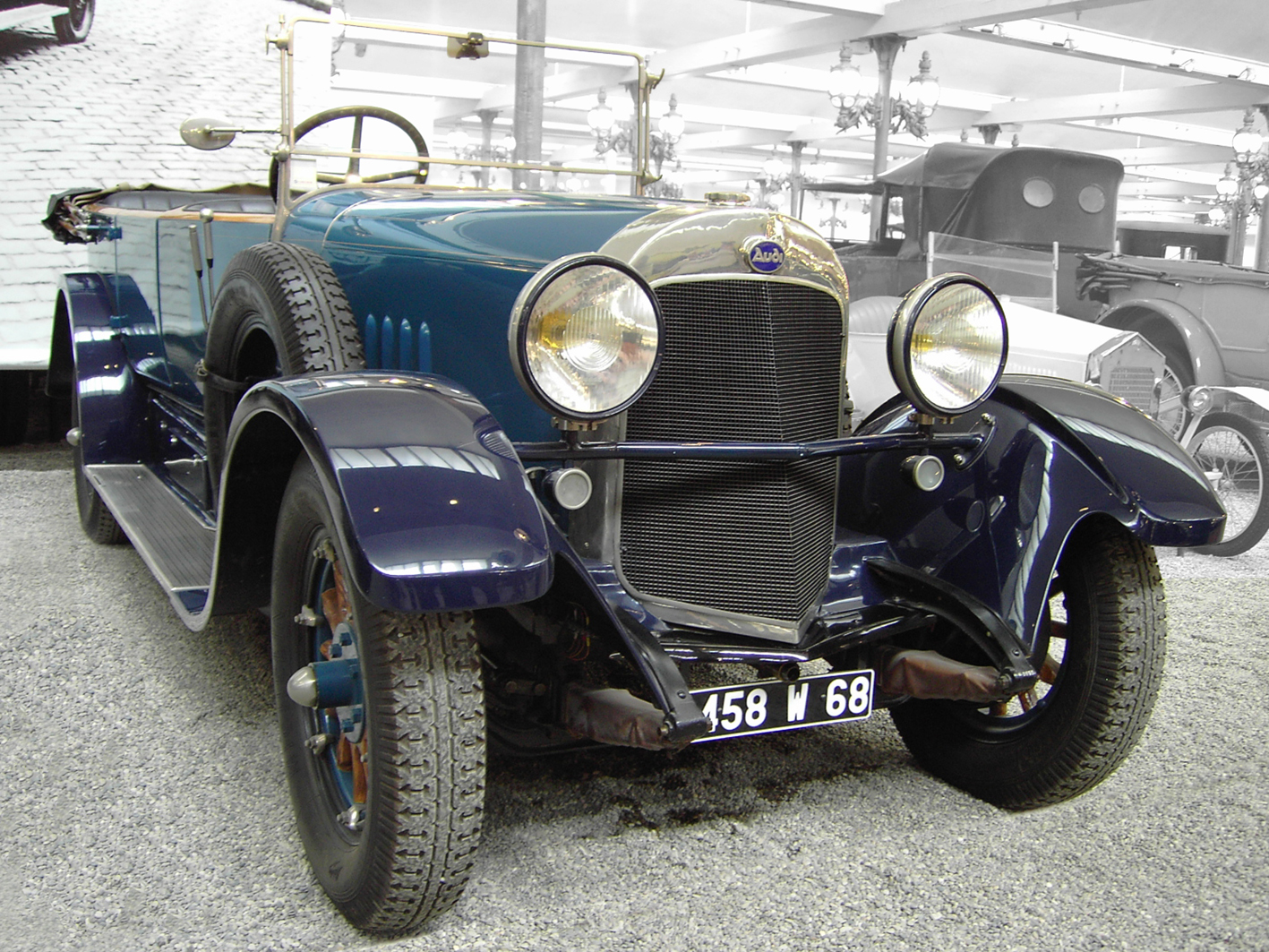
Audi Typ E

Ferdinand Porsche fejlesztette az Auto Union motorjait, így ő is nagy szerepet vállalt a márka sikerében. 1949 után Ingolstadt lett az Auto Union központja. 1958-ban a Mercedes-szel kötött szövetség hat év után szétesett, mivel az Auto Union vezetősége továbbra is a kétütemű motorokat részesítette előnyben. Az Auto Union fő részvényese, Friedrich Flikk szoros kapcsolatokat ápolt Heinrich Nordhoffal, a Volkswagen vezetőjével, aki 1965-ben átvette a négykarikás márkát.
1969-től Audi NSU Auto Union névre változtatták a cég nevét az NSU beolvadása után, amit 1985-ben Audira egyszerűsítettek. A részben galvanizált Audi 80-as 1972-ben új távlatokat nyitott az autógyártásban, és az Audi 200 5T 1980-as bevezetése sikeresen bevezette az Audi márkát a felső osztályba. Az Audi Quattro állandó összkerékhajtása megjelenésekor világszenzáció volt, amit az Audi alkalmazott először sorozatgyártásban készülő autó esetében, és nem csak a rali világában.

### Kronológiai áttekintés
- 1885 A Wanderer Automobile gyár megalakulása
- 1899. Az August Horch-Cie autógyár megalakulása Kölnben
- 1907. A DKW gépgyártó üzem megalakulása
- 1909. Az August Horch Automobil üzem létrehozása, Zwickau
- 1910. A gyárat Audi Werke GmbH-ra nevezték át
- 1932. Az Audi, DKW, Horch és Wanderer gyárak egyesülése AUTO UNION AG néven
- 1949. Az AUTO UNION átköltözik Ingolstadtba
- 1962. A düsseldorfi gyár értékesítése, ahol összesen 484.000 autót gyártottak.
- 1965  Az AUTO UNION AG-ban a Volkswagen többségi    tulajdont szerez
- 1968. Bemutatkozik az Audi 100-as
- 1969. IAA-n bemutatkozik az Audi 100 Coupé S
- 1969. Az 1873 óta működő NSU egyesül az AUTO UNION AG-val AUDI NSU AUTO UNION AG
- 1972. Bemutatkozik az Audi 80-as
- 1974. Bemutatkozik az Audi Audi 50
- 1976. Audi 100 - második generáció
- 1977. Az NSU gépkocsik gyártásának megszűnése
- 1978. Audi 80 - második generáció
- 1982. Audi 100 - harmadik generáció
- 1983. IAA-n bemutatkozik az Audi Sport Quattro
- 1985. Megszületik az Audi AG
- 1986. Audi 80 - harmadik generáció
- 1988. Bemutatkozik az Audi V8
- 1989. Európa rekord: az Audi 100 TDI egy tank  üzemanyaggal 4.818 km-t tett meg
- 1990. Audi 100 - negyedik generáció
- 1991. Audi 80 - negyedik generáció
- 1992. Az Audi 100-at felváltja az Audi A6-os
- 1994. Az Audi 80-at felváltja az Audi A4-es. Megjelenik az Audi A6 kombi változata, az Audi A6 Avant. Piacra kerül az Audi A8. Az Audi megalakítja Magyarországon a győri Audi gyárat.
- 1995. Bemutatkozik az Audi A4 Avant. Létrejön az Audi TT tanulmányautó
- 1996. Debütál az Audik legkisebbje: az A3
- 1997. Forgalomba hozzák az új Audi A6-ost
- 1998. Megindul az Audi TT sportautó összeszerelése a győri üzemben
- 1999. Az Audi TT Coupé piaci bevezetése
- 1999. Az új Audi A4 megjelenése
- 1999. Az ötajtós Audi A3 piaci bevezetése
- 1999. Az Audi S3 bemutatkozása a magyar piacon
- 2000. Audi A2 nemzetközi bemutatkozása. Audi allroad quattro nemzetközi bevezetése
- 2000. Audi allroad quattro piaci bevezetése
- 2000. Audi A2 hazai bemutatkozása (október)
- 2000. Audi Forum Ingolstadtban megnyitja kapuit (december)
- 2001. Az új Audi A4 magyarországi bemutatkozása (március)
- 2001. Az Audi Magyarországon is bemutatja az új A6-ost (augusztus)
- 2002. Az új Audi A4 Cabriolet nemzetközi bemutatkozása (február)
- 2002. Az új Audi A4 Cabriolet magyarországi bevezetése (július)

### Sportsikerek

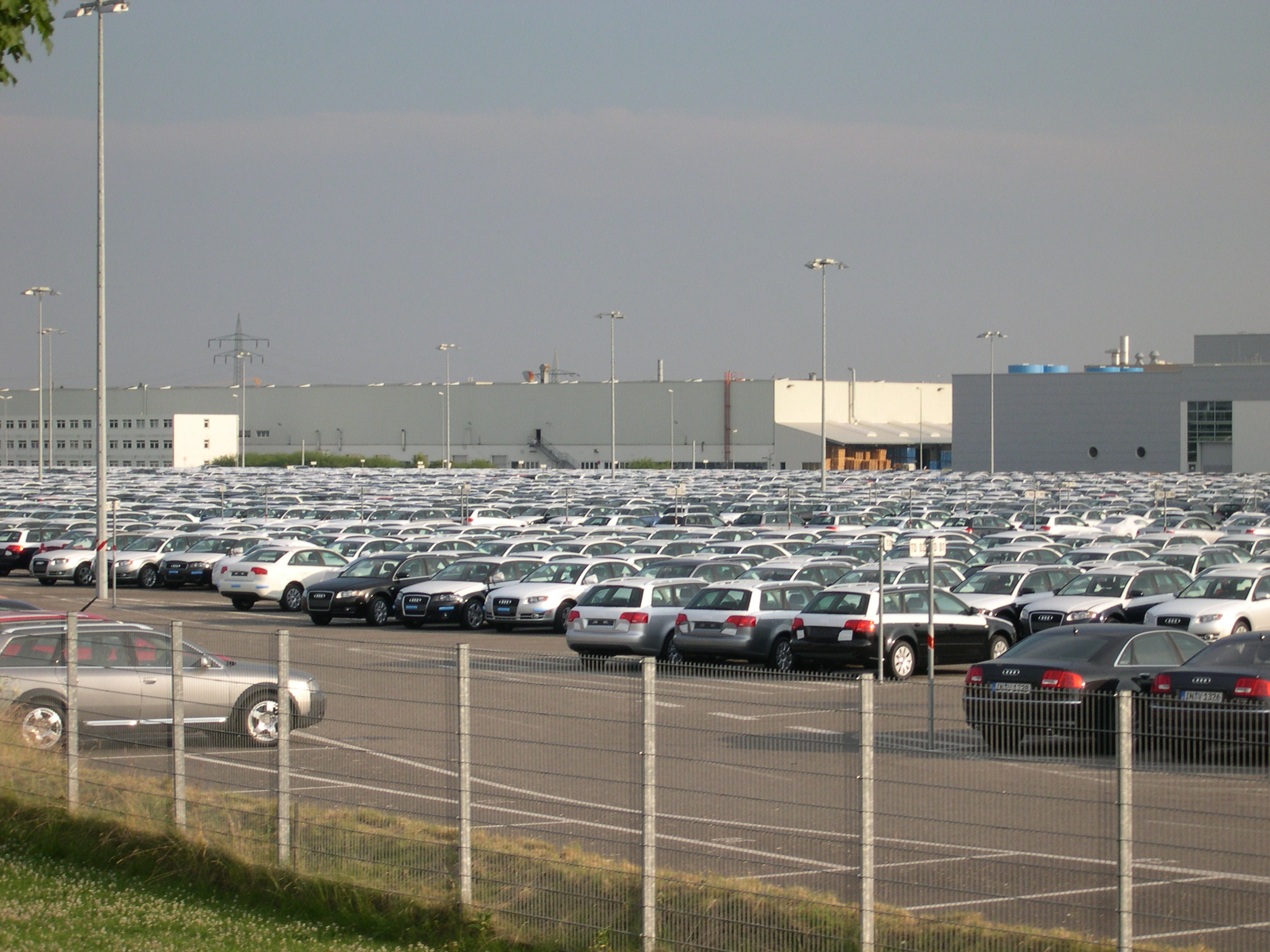
Elkészült autók Ingolstadtban

Az egyesítés az Auto Uniont Németország második legnagyobb autógyártójává tette az 1930-as években. A széles körű portfóliót, amely akkoriban a négy karikát jellemezte, Essenben az alábbi járművek szemléltetik: a Horch 670 Sport Cabriolet 12 hengeres motorral (120 LE 3200 1/min-nél) 1932-ből, a kétüléses DKW F5 Roadster (20 LE 3500 1/min-nél) 1937-ből, a Wanderer W 25 K Roadster (85 LE 4000 1/min-nél) 1938-ból, valamint az 1939-es év egyik legkeresettebb típusa, az Audi 920 Cabriolet soros, hathengeres motorral (75 LE 3000 1/min-nél).
A DKW gyártott motorkerékpárokat is, ezt egy 1936-os oldalkocsis DKW UL 700 is bizonyítja: abban az évben nyerte meg ez a kombináció a német bajnokságot, mielőtt még tovább mentek volna 1937-ben, amikor a német mellett az európai bajnoki címet is megszerezték.

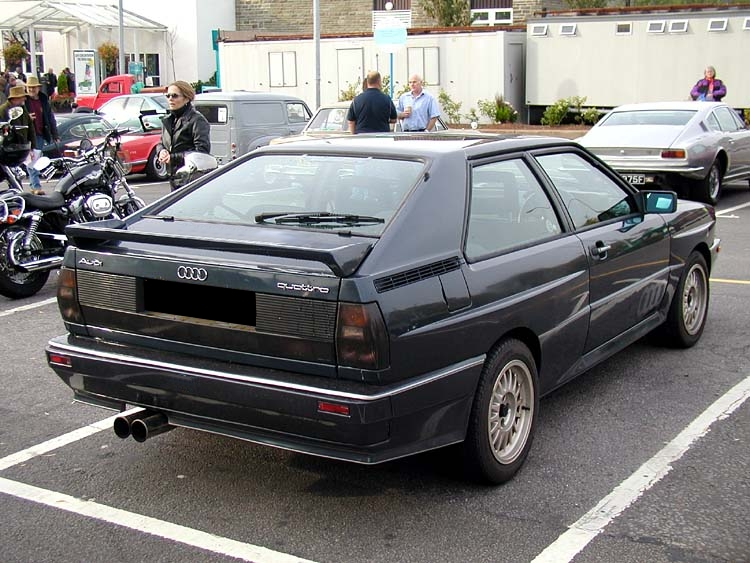
Audi quattro

A 19. Techno Classicán az Audi Tradition három versenyautó-ritkaságot is bemutat azokból az időkből, amikor az Audi quattro még nem jelent meg és nem hódította meg a rali világát: az 1954-es Európai Ralibajnokság győztesét, vagyis a DKW 3=6 Sonderklasse F 91 „Rally Monte Carlo” kivitelét, az Audi 80 GLE Group 2 raliverziót 1979-ből, valamint az Audi 80 GLE-t, az 1980-as túraautó-Európa-bajnokság győztesét. 1953-ban debütált a Frankfurti Autókiállításon az Auto Union GmbH új típusa, a DKW 3=6 Sonderklasse F 91 (34 LE 4000 1/min-nél). Háromhengeres, kétütemű motorjával az újdonság rendkívül népszerűnek bizonyult Németországban, különböző karosszériaváltozataiból 1953 és 1955 között 72 600 darab készült.
Szenzációs sikersorozat után – többek között például a Monte-Carlo-rali kategóriagyőzelme – az autó első versenyévadját figyelemreméltó teljesítménnyel zárta le a DKW kitűnő pilótagárdája. Walter Schlüter, Gustav Menz és Heinz Meier ugyanis megszerezte az első három helyet a DKW Sonderklasse számára az 1954-es „Szériagyártású Túraautók Európa-bajnokságában”.
Az 1954-es ralikon induló modellek megegyeztek a szériagyártású limuzinnal, kevés kételyt hagyva ezáltal a típus valódi teljesítménye és képességei felől. A háromhengeres DKW Sonderklasse akkor is sikerrel szerepelt, amikor Európa legnemesebb hosszú távú versenyén vett részt.
A Mille Miglián 1954-ben és 1955-ben a leggyorsabb túraautóként végeztek az 1000 köbcentiméter alatti kategóriában, és elnyerték a „Coppa argento grandissimát”. A „Rally Monte Carlo” kivitelt, amelyet az Audi Tradition Essenben kiállít, a cseh Hradec Kralovében működő „Oldtimer Klassik” veteránautó-specialisták építették újra az Auto Union motorsport részlegétől származó eredeti dokumentumok alapján.
1979-ben az Audi összesen 10 európa-bajnoki és világbajnoki ralifutamon indult második generációs Audi 80 GLE raliautójával. Az elsőkerék-hajtású autó 1600 köbcentiméteres motorja 160 lóerőt küldött a kerekeknek 7600-as percenkénti fordulatnál, végsebessége a 205 km/h-t is elérte.
A Techno Classica kiállításon látható raliváltozat egy gyári autó, amellyel Harald Demuth és Freddy Kottulinsky indult az európai és nemzetközi raliversenyeken.
Ezekben az időkben debütál Essenben egy másik Audi 80 is, amelyik nagy hírnévre tett szert a versenysportban: ez, az 1980-as Audi 80 GLE pályaversenyautó ugyanaz, mint amivel Hans Joachim Nowak és Willi Bergmeister a túraautó-Európa-bajnokságban indult. 2026-ban csatlakozik a Formula–1-es mezőnyhöz, mint motorbeszállító.

### Az Audi Magyarországon
Az AUDI AG magyarországi leányvállalata (AHM), mely az Audi, Seat, Skoda, Volkswagen, Bentley, Lamborghini, Porsche gépjárművek részére gyárt motorokat.
1994 ben kezdődött a négyhengeres ötszelepes motorok gyártása. Az ünnepélyes gyáravatón Göncz Árpád, a Magyar Köztársaság elnöke, Dr. Ferdinand Piëch, a Volkswagen AG igazgatótanácsának elnöke és Gerhard Schröder korábbi német miniszterelnök is részt vett. 1998-ban megkezdődött Győrben az Audi TT Coupé összeszerelése. 2000-ben a négyhengeres dízelmotorok  gyártócsarnokát, a megnyitón Orbán Viktor miniszterelnök, Balogh József Győr város polgármestere, Varga Mihály pénzügyminiszter és Jürgen D. Hoffmann az Audi Hungaria pénzügyekért felelős igazgatója is részt vett. 
2001-ben adták át az Audi Hungaria Motorfejlesztő Központját. A központban a mérnökök sorozatgyártást támogató fejlesztéseket végeznek, nemcsak az Audi Hungaria, hanem az anyavállalat, az Audi AG megbízásából is. Az Audi A3 és S3 gyártásának kezdete Győrben. Ezek a modellek 2003-ig készültek az Audi Hungariánál. 2002-ben megnyitották a nyolchengeres motorok gyárát. A hivatalos megnyitón Dr. Martin Winterkorn, az AUDI AG igazgatótanácsának elnöke, Medgyessy Péter miniszterelnök, Bencsó Csaba a nyolchengeres motor-gyártás vezetője és Jürgen Lunemann ügyvezető is részt vett. 
2005 júniusában elkészült az Audi Hungariánál a 10 milliomodik motor. A jubileumi motort egy rendőrség számára készült Audi TT Coupéba szerelték be. A speciálisan felszerelt járművet Dr. Jochem Heizmann az AUDI AG igazgatótanácsi tagja adta át Dr. Bene László országos rendőrfőkapitánynak. Az Audi tovább bővítette tevékenységi körét Magyarországon, Gyurcsány Ferenc miniszterelnök jelenlétében felavatták az Audi Hungaria szerszámgyárát. 2006 júniusában megkezdődött az Audi Hungariánál a második generációs TT Coupé sportautók sorozatgyártása. Az első sportkocsival Kóka János gazdasági és közlekedési miniszter gördült le a győri gyártósorról. 2007-ben az Audi Hungaria sikertörténetének új fejezetét nyitja meg az Audi A3 Cabriolet gyártása. Gyurcsány Ferenc miniszterelnök és Rupert Stadler, az AUDI AG igazgatótanácsának elnöke elindították a sorozatgyártást a győri AUDI HUNGARIA MOTOR Kft. járműgyárában. 2010-ben Orbán Viktor, Magyarország miniszterelnöke és Rupert Stadler, az AUDI AG igazgatótanácsának elnöke a Parlamentben tartott közös, nemzetközi sajtótájékoztató keretében jelentették be, hogy az Audi 2013 végéig mintegy 900 millió eurót (252 milliárd forint) fektet a győri járműgyártás bővítésébe. 2011-ben elkészült a 20 milliomodik motor a győri gyárban.

### A 2011-es győri beruházás
Az Audi csaknem egymilliárd eurós beruházással teljes vertikumú gyárat hoz létre Győrben, ezzel közvetlenül 1800 új munkahelyet teremt és 15 ezer család megélhetését biztosítja; 2013 második felétől, a gyár teljes kapacitású működésétől kezdve, napi 500 autót gyártanak majd. A beruházás eredményeként 2013-tól évente több mint 125 ezer gépkocsit gyártanak az Audi magyarországi telephelyén, az Audi Hungaria Motor Kft.-ben.
Az Audi beruházás kapcsán a győri városházán 2010. november 10-én szervezett közmeghallgatáson több civil szervezet, így a TTT mellett a Védegylet és a győri Reflex is aggodalmát fejezte ki a kompenzációs intézkedésekkel kapcsolatban, mivel az áttelepítés sikerességét a Fertő-Hanság Nemzeti Park egy tanulmányában 16%-os sikerességre becsülte fel. A jelenlevő zöld szervezetek által javasolt természetvédelmi intézkedéseket lesöpörték.
2011 április 28-án a TTT (Tiszántúli Természetvédők Társasága) megtámadta a beruházással érintett terület egységes környezethasználati engedélyének kiadásáról szóló másodfokú határozatot. Zsák Ferenc Tibor, a társulat elnöke akkor elmondta: a végzés eljárási hibákat tartalmaz, emellett megsérti egyebek között a Natura 2000 környezetvédelmi programra vonatkozó kormányrendeletet, amely a beruházás alternatív helyszíneinek teljes körű vizsgálatát írja elő a beruházó számára, s ezért kérelmezik a határozat megsemmisítését, a végrehajtás felfüggesztését, és előzetes döntéshozatalt kérnek az ügyben eljáró bíróságtól. 
Június 1-i hír, hogy a győri Audi gyár bővítésére kiadott környezethasználati engedélyt megtámadó TTT visszavonta a keresetet, így emiatt nem fog csúszni a beruházás.

### A Zsák Ferenc-per
A Győr-Moson-Sopron Megyei Bíróság májusban megszüntette a gyárbővítés miatt a TTT által indított pert, mivel a szervezet elállt a keresettől. Azért állt el a keresettől Zsák Ferenc, mert természeti rehabilitációs programról szóló megállapodást kötött az Audival. Ezt követően a Nemzeti Nyomozó Iroda vesztegetés gyanújával büntetőeljárást indított Zsák Ferenc (a TTT vezetője) ellen, az Audi feljelentése alapján, 2011. május 30-án. Zsák a saját verziójának ismertetésekor annyit mondott, hogy egy, a beruházás alvállalkozóihoz köthető soproni ügyvéd márciusban 30 millió forintot ajánlott neki, ha a TTT feladja a 900 millió eurós, 1800 munkahelyet teremtő győri beruházással kapcsolatos álláspontját.
Akkor a nyomozást felügyelő ügyészség indítványa ellenére az illetékes bíróság a gyanúsított előzetes letartóztatását nem látta indokoltnak, így Zsák Ferencet másnap szabadon bocsátották, aki ezután szabadlábon védekezhetett. Az ügyészi fellebbezést követően a Hajdú-Bihar Megyei Bíróság mégis elrendelte Zsák Ferenc előzetes letartóztatását, 2011. június 16. napjától kezdődően 1 hónapra. A fogva tartás szükségességét azzal indokolta, hogy az eljárási cselekményeknél a jelenléte így biztosítható, továbbá a bizonyítás megnehezítésének a veszélye is fennáll szabadlábon hagyása esetén. Zsák Ferenc október 5-én szabadult, tíz nap híján négy hónapot töltött előzetesben. A büntetlen előéletű, buddhista természetvédő az ország egyik legkeményebb cellájába került, kilenc kilót fogyott, rühös lett, megugrott a vérnyomása, és egy hónapig még tisztálkodni sem tudott.

## Modellek
| - A1 - A3 - A4 - A5 - A6 - S6 - A7 - A8 - e-tron GT - TT - R8 - Q2 - Q3 - Q5 - Q7 - Q8 | - A2 - 50 - Audi and Audi 60/72/75/80/Super 90 - 80/90/4000/Coupé/Cabriolet - 100/200/5000 - Quattro - RS2 - RS8 - S2 - UrS4/UrS6 - V8 | - Sport Quattro - Audi R8 (race car) - R10 TDI LMP1 - Audi R18 - Sport - Audi A4 DTM - Avantissimo - Avus quattro - Le Mans quattro - Nuvolari quattro - Pikes Peak quattro - Q3 - Q5 - R4 - Roadjet - Rosemeyer - RSQ - Shooting Brake - R-Zero - Cross Cabriolet quattro Concept - e-tron - quattro Concept - Urban Spyder - Audi S1 e-tron quattro Hoonitron | Hibrid modellek Bővebben: Audi hibrid modellek |
|                                                                                        | Bővebben: Audi hibrid modellek | |                                                |

### Hibrid modellek

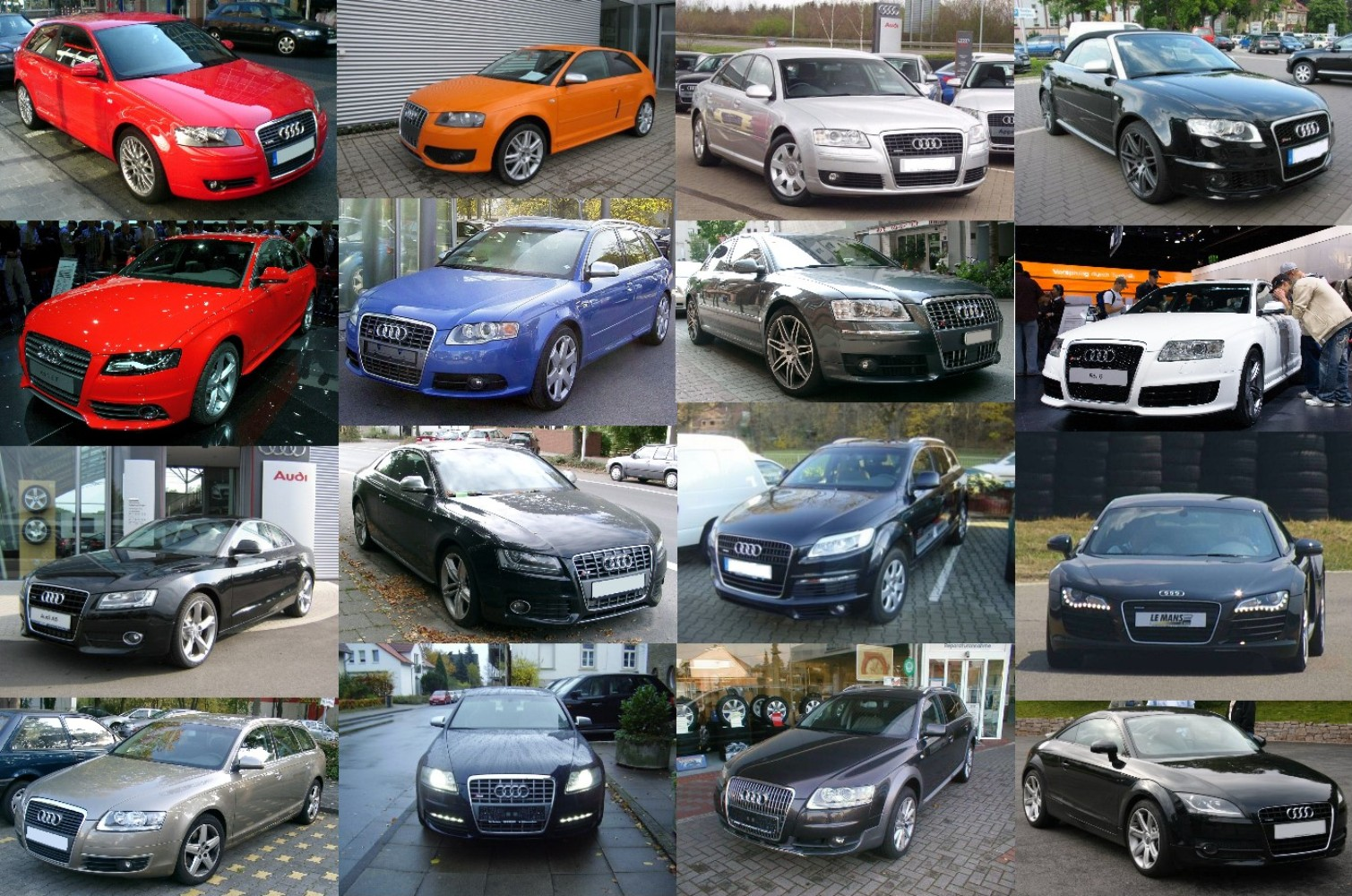
2008-as modellek